# Erdbeben in Kaschmir 2005
Am 8. Oktober 2005 um 8:50 Uhr Ortszeit kam es zu einem Erdbeben in Kaschmir. Das Epizentrum lag in der von Pakistan verwalteten Region Asad Kaschmir in der Nähe der Regionalhauptstadt Muzaffarabad. Das Erdbeben trat in einer Tiefe von 26 km unter der Erdoberfläche auf. Die amerikanische Behörde United States Geological Survey gab die Stärke mit 7,6 MW an und die Japanische Meteorologische Behörde ermittelte 7,8 ML, was etwa der freigesetzten Energie des Erdbebens von San Francisco von 1906 entspricht. Es gilt als das schwerste in der von zahlreichen Erdbeben heimgesuchten südasiatischen Region seit 100 Jahren. In der Region schiebt sich die Indische Platte mit einer Geschwindigkeit von etwa 8 cm/Jahr gegen die Eurasische Platte. In Jahrmillionen hat sich so das Hindukusch-Gebirge aufgetürmt. Die betroffene Region liegt etwa 100 km nordnordöstlich von Islamabad und umfasst neben Asad Kaschmir auch Gebiete in der damaligen North Western Frontier Province (N.W.F.P.), heute Khyber Pakhtunkhwa.

## Folgen
Das Beben verursachte Zerstörungen in Nordpakistan, Afghanistan und Nordindien. Es tat einen etwa 100 km langen Bruch auf, entlang dessen fast alle Gebäude zerstört wurden. Zahlreiche Dörfer wurden buchstäblich dem Erdboden gleichgemacht.
Die pakistanische Regierung gab im November 2005 die Zahl der Erdbebenopfer in ihrem Land mit 87.350 an. Hinzu kamen etwa 1300 Todesopfer in Indien. Nach heutigem Wissensstand (Stand 2019) waren es insgesamt mehr als 73.000 Menschen, die durch das Erdbeben starben. Mindestens 138.000 bis 146.599 Menschen wurden verletzt. Über 780.000 Gebäude wurden zerstört oder schwer beschädigt, darunter 17.000 Schulen und 782 Gesundheitseinrichtungen. Rund 4 Millionen Menschen wurden obdachlos.
Es verendeten etwa 250.000 Nutztiere, für 500.000 mussten neue Ställe errichtet werden.

## Internationale Reaktionen
Viele Staaten, internationale Organisationen und Nichtregierungsorganisationen boten der Region Hilfe in Form von Geld, Lebensmitteln, medizinischen Ausrüstungen, Zelten und Decken an. Gleichsam wurden Rettungs- und Bergungsarbeiter aus verschiedenen Teilen der Welt in die Region geschickt; sie brachten unter anderem auch Hubschrauber und Rettungshunde mit. Die Vereinten Nationen hatten zu Spendensammlungen aufgerufen, um mindestens 272 Mio. US$ für die Menschen in der Region zu sammeln.
Nationale Rotes-Kreuz-Gesellschaften aus 20 Ländern leisteten fünf Jahre lang Hilfe vor Ort. Kuba sandte etwa 600 Ärzte in die Region. Laut amerika21.de waren die kubanischen Ärzte die einzigen, die sich in das äußerst schwierige Gelände hoch in den Bergen wagten. Sie blieben auch weiter, als alle anderen schon wieder gegangen waren. In vier Monaten versorgten sie rund 300.000 Patienten.
Der Wiederaufbau erfolgte zu einem kleinen Teil in vernakulärer Bauweise, wobei vor allem die traditionellen Bauformen dhajji dewari (Holzfachwerk mit Steinen oder Ziegeln ausgefacht) und bhatar (oder taq, Steinmauerwerk mit horizontal eingelegten Holzbalken als Zuganker) verwendet wurden.

## Bilder

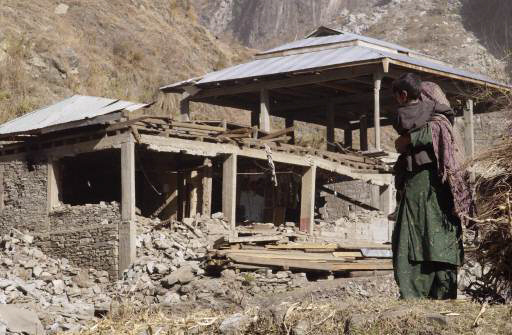
Eine Mutter mit ihrem Kind steht vor ihrem zerstörten Haus in Nardjan
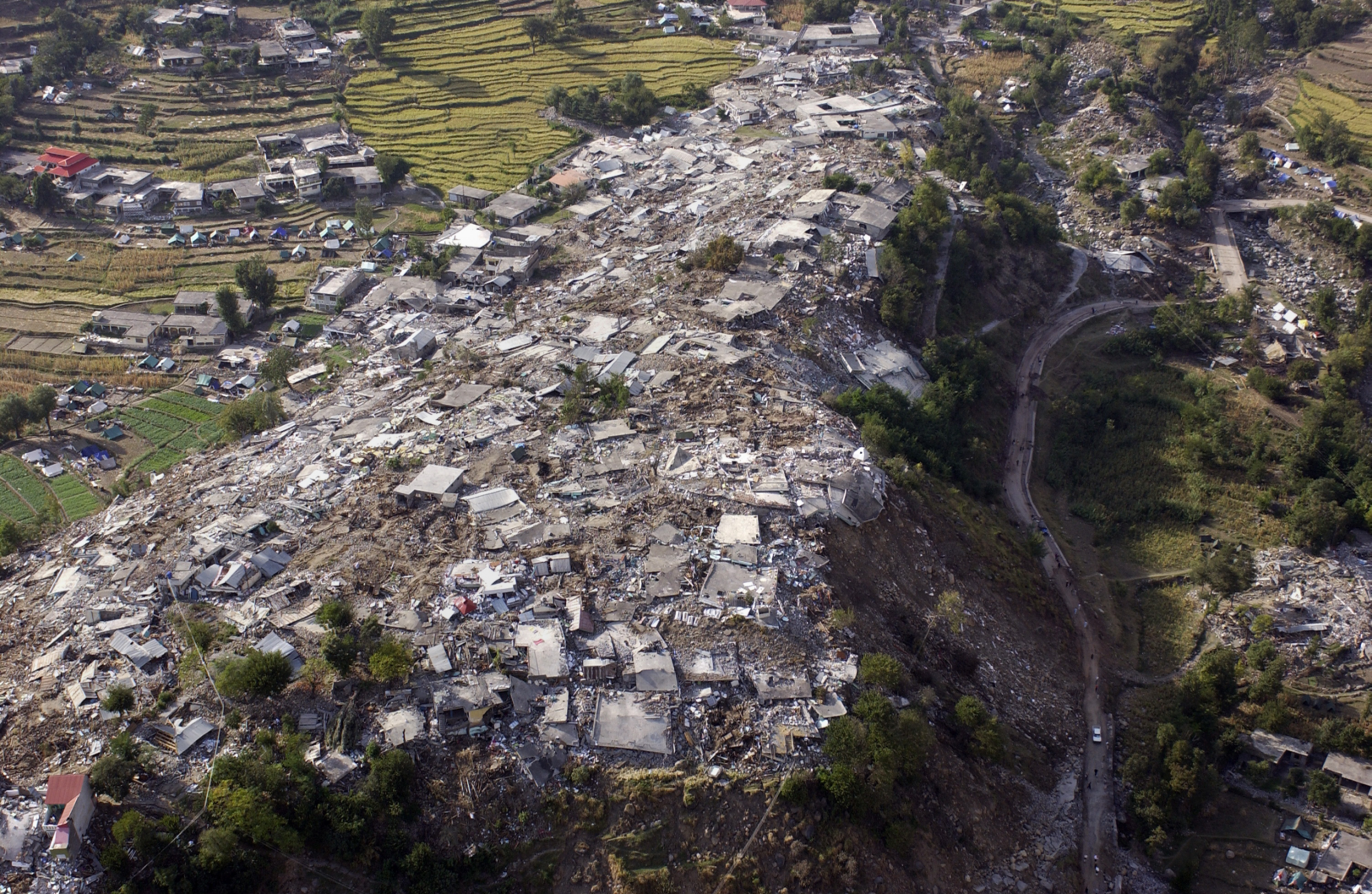
Luftaufnahme von den zerstörten Häusern der Stadt Balakot
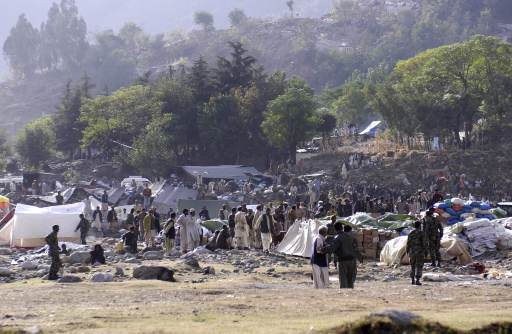
Eine Hilfsstation für die Erdbebenopfer in Balakot